# TR-201
TR-201 または TR201 は1972年から1988年までデルタロケットシリーズのデルタ-Pとして上段に使用された自己着火性 加圧供給式ロケットエンジンである。
このエンジンはエアロジン-50を燃料として四酸化二窒素を酸化剤として使用した。1970年代初頭にTRW社によってアポロ計画で月面着陸機の月面着陸モジュール降下エンジン(LMDE)の派生型として開発された。ピントル式噴射装置を採用するこのエンジンは1950年代末にTRW社によって最初に開発され、1972年にアメリカ合衆国の特許を取得した。この噴射装置の技術は同様にスペースX社のマーリンエンジンの設計においても同様に使用される。
燃焼室は当初、アポロ月モジュール用として開発され、デルタ使い捨てロケットの第2段用として改良された。エンジンはアポロ計画で10回、1974年から1988年のデルタロケットの打ち上げで77回使用された。
TRW社のTR-201はデルタロケットの第2段用に月着陸モジュール降下エンジン(LMDE)の推力を固定式に再設定した派生型である。
複数回の始動と最大まで出力調整可能な55.6 kNの推力で推進剤の流量は最大7,711 kgで膨張比を選択可能ノズルの装着が可能である。
革新的な推力燃焼器とピントル設計はTRW社の航空宇宙技術者のPeter Staudhammer博士によって開発された。
燃焼室はアブレーション材で内張りされた16:1の面積比のチタン合金の筐体で構成される。
6A1-4Vのチタン合金製の筐体は機械加工で燃焼器を加工して鍛造と溶接で膨張ノズルはスロートの中心線を一致するように加工される。アブレーションの内張りは二分割して加工され、片側から装着される。
ノズルスカートの内面の形状は輸送中に発射と加速に応じてノズルスカート内面のアブレーションの内張りが外側へ向かって徐々に侵食して拡張する事により膨張比が増える。
エンジンの燃焼中、推力の負荷はノズルスカートの内張りにかかる。ピントル噴射器と推進剤の弁を備えるチタン製の上部構造は36本のA-286鋼製の¼インチのボルトで結合される。
およそ800 °(F)までの耐熱性を持つチタン製の筐体の最高運転温度を維持するためにアブレーション材の内張りは最大の放熱性と最小の重量をもたらす複合材で設計された。選択された仕様は高密度で耐食性がある珪素フェルトマット/フェノール断熱材によって覆われた珪素布/フェノール材料を軽量で構成される。
TRW社の設計した液体燃料推進システム特有のピントル式噴射装置は従来の二液推進系エンジンに使用される典型的な同軸式噴射装置よりも信頼性が向上して費用が低減された。

## 仕様諸元
- 飛行回数: 77回 (デルタ 2000 仕様)
- 乾燥重量: 300 ポンド コロンビウム (ニオブ) 膨張ノズル装着時
- 全長: 51 インチ - ジンバルがノズルに装備 (ノズルスカートを除く)
- 最大径: 34 インチ (ノズルスカートを除く)
- 固定方法: 噴射器の上部にジンバルが装着
- エンジンサイクル: 加圧供給式 (15.5 atm リザーバー)
- 燃料: 50/50 N2O4/UDMH (エアロジン-50) を8.92 kg/sで供給
- 酸化剤: 四酸化二窒素を 5.62 kg/sで供給
- 酸化剤/燃料比: 1.60
- 推力: 42.923 kN 真空中
- 比推力: 303 秒 真空中
- 膨張比: 16:1 ノズル膨張を伴わない; 43:1 ノズル膨張を伴う
- 燃焼室の冷却: フィルム冷却; 燃焼室の下部: 二酸化珪素フェノールのアブレーション材; ノズルスカート: 放射放熱
- 燃焼室圧力: 7.1 atm
- 点火: ハイパーゴリック、28 Vの電気信号で電磁弁を開閉
- 燃焼時間: 500秒で計5回始動; 10回 1回の燃焼は350秒

## デルタロケットでの使用
TR-201エンジンはデルタロケットの2段目で1972年から1988年までに77回打ち上げられた。エンジンは15年間の運用期間中に100%の信頼性の記録を樹立した。